# Йона (Капустін)
Йона Капустін (в миру Іполит Леонтійович Капустін; 11 січня 1790, Тобольськ, нині Тюменська область — 13 листопада 1867, Далматовський Успенський монастир, нині Курганська область) — єпископ Російської православної церкви, ректор Катеринославської семінарії.

## Біографія
Іполит Капустін народився 11 січня 1790 року в Тобольську, в сім'ї диякона Тобольської Богоявленської церкви Леонтія Васильовича Капустіна (1767-?), який в 1790 році став священиком Далматовської Миколаївської церкви, а в 1793 році — настоятелем церкви Преображення Господнього в селі Батурин, Шадринського повіту, Пермської губернії (нині Курганська область), на місце старого батька Василя Тимофєєвича Капустіна (1732-1808), який був будівничим цього храму.
З червня 1800 року навчався в Пермській духовній семінарії. Ще будучи семінаристом, він вже став з 23 січня 1809 року викладати в інформаторичному класі семінарії; з 2 вересня 1809 року — вчитель нижчого класу латинської граматики Пермської семінарії; з 1811 — вчитель середнього граматичного і нижчого арифметичного класів; з 1813 — учитель синтаксичного і середнього арифметичного класів, з 1815 — учитель піїтичного і вищого арифметичного класів і, одночасно сеньйор семінарії.
З 29 жовтня 1818 року — інспектор новоутвореного Пермського духовного училища.
З 23 серпня 1820 року навчався в Московській духовній академії, яку закінчив 30 червня 1824 року зі ступенем магістра богослів'я.
З 11 квітня 1825 року — інспектор Пермської духовної семінарії і професор церковної історії.
Був пострижений в чернецтво 15 червня 1826 року, наречений ім'ям Йона; 20 червня висвячений у ієродиякона, а 22 червня — у ієромонаха; 21 вересня 1826 року затверджений у ступені магістра.
У січні 1827 року був призначений до Пермської духовної консисторії.
Першу нагороду на духовній службі — набедренник — отримав 21 квітня 1829 року, а 22 червня того ж року був призначений ректором Пермської духовної семінарії і професором богословських наук; 30 червня зведений в сан архімандрита «без доручення монастиря».
Був на його прохання 15 березня 1830 року переміщений ректором Тобольської семінарії і 30 липня того ж року призначений настоятелем Межигірського монастиря Йоана Предтечі Тобольської єпархії. Призначений членом Тобольської духовної консисторії. З 11 серпня 1832 р. — настоятель Градо-Тобольського Знам'янського монастиря.
З 16 листопада 1835 р. — настоятель Григор'єво-Бізюкового монастиря в Херсонській єпархії. 16 березня 1836 року призначений ректором Катеринославської семінарії.
У 1843 і 1844 роках був на священнослужінні в Санкт-Петербурзі і членом Академічного комітету.
Його служба була відзначена орденом Св. Анни 2-го ступеня з імператорською короною і орденом Св. Володимира 3-го ступеня.
19 травня 1846 р. — хіротонізований на єпископа Єкатеринбурзького, вікарія Пермської єпархії.
У роки його управління вікаріатством виникла ідея відкриття в Єкатеринбурзі духовної семінарії, але єпископ Йона відхилив прохання духовенства, пояснивши своє рішення тим, що семінарії існують тільки в єпархіальних центрах, а тому з його боку подібне прохання буде виглядати «честолюбною і властолюбною витівкою».
Єпископ Йона був простий, невибагливий до себе. Але при всій простоті він у всьому вимагав строгого порядку. У 1849 році нагороджений орденом Св. Анни 1-го ступеня.
21 листопада 1859 р. звільнений на спокій через хворобу в Далматовський Успенський монастир.
Останні роки життя преосвященний провів в тяжких хворобах, які прикували його до ліжка на кілька років.
До 100-річчя безперервного служіння священницького роду Капустіних 1865 року в Батуринському Спасо-Преображенському храму (в якому був настоятелем його брат о. Йоан) Йона подарував дзвін вагою 250 пудів. Сини брата, Платон і Андрій, навчалися в семінаріях (Тобольській і Катеринославській), де ректором був архімандрит Йона.
Єпископ Йона помер 13 листопада 1867 року. Похований в Далматовому, за правим криласом Успенського собору Далматовського монастиря.

## Родина
- Батько — Капустін Леонтій Васильович (18 червня 1761–1827 рр.), з 1806 року протоієрей[5]
- Мати — Капустіна (Лєвосторонцева) Ірина Іванівна, донька Тобольського міщанина Івана Петровича Лєтосторонцева; в похилому віці жила в Екатеринбурзькому Новотихвінському жіночому монастирі.
- Брат — Капустін Іван Леонтійович (25 вересня 1793 — 22 березня 1865 рр.), священик
- Брат — Капустін Стефан Леонтійович (1797 — не раніше 1826 рр.), священик
- Сестра — Капустіна Марія Леонтіївна (1794/1795 — не раніше 1800 рр.)
- Сестра — Капустіна Ганна Леонтіївна (1800-1867 рр., м. Єкатеринбург)
- Сестра — Капустіна Параскева Леонтіївна (1806-?)